# Zuzana Kubáňová
Zuzana Kubáňová, née Zuzana Vačková le 9 août 1984 à Pelhřimov, est une joueuse de squash représentant la République tchèque. Elle atteint le 110e rang mondial en mai 2012, son meilleur classement. Elle remporte le championnat de République tchèque en 2017 face à Anna Serme.

## Palmarès

### Titres
- Championnats de République tchèque : 2017